# Beaumont-cum-Moze
Beaumont-cum-Moze is een civil parish in het bestuurlijke gebied Tendring, in het Engelse graafschap Essex. In 2001 telde het dorp 352 inwoners.